# Brandon Bochenski
Brandon Bochenski (* 4. April 1982 in Blaine, Minnesota) ist ein ehemaliger US-amerikanischer Eishockeyspieler mit kasachischer Staatsbürgerschaft, der im Verlauf seiner aktiven Karriere zwischen 2000 und 2019 unter anderem 159 Spiele für die Ottawa Senators, Chicago Blackhawks, Boston Bruins, Anaheim Ducks, Nashville Predators und Tampa Bay Lightning in der National Hockey League (NHL) auf der Position des rechten Flügelstürmers bestritten hat. Einen Großteil seiner Karriere verbrachte Bochenski zudem in der Kontinentalen Hockey-Liga (KHL), wo er über 450-mal auf dem Eis stand. Nach seiner Sportkarriere begann er, sich politisch zu engagieren und wurde 2020 zum Bürgermeister von Grand Forks gewählt.

## Karriere
Der 1,83 m große Flügelstürmer spielte nach seiner Zeit an der High School zunächst für die Lincoln Stars aus der US-amerikanischen Juniorenliga USHL. Während seiner Collegezeit stand er für das Team der University of North Dakota in der Western Collegiate Hockey Association, einer Liga im Spielbetrieb der NCAA, auf dem Eis. Beim NHL Entry Draft 2001 wurde Bochenski schließlich als 223. in der siebten Runde von den Ottawa Senators ausgewählt.

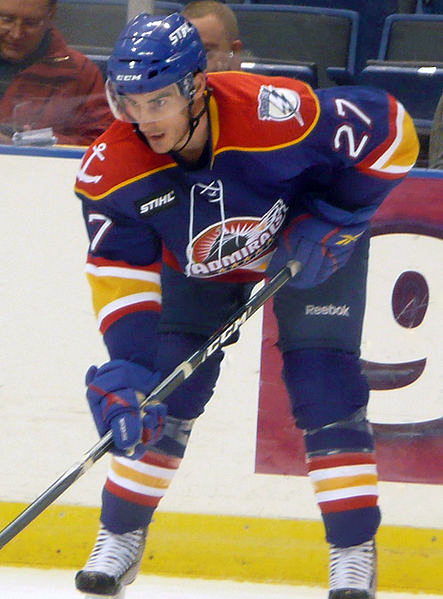
Bochenski im Trikot der Norfolk Admirals (2010)

Nach Ende seines Studiums wurde der Rechtsschütze von den Senators aufgrund des Lockouts in der NHL bei den Binghamton Senators, dem Farmteam des Franchises in der American Hockey League, eingesetzt, erste NHL-Erfahrung sammelte der Angreifer am 5. Oktober 2005. Nach seiner Berufung in den Kader der Ottawa Senators stand Bochenski in 20 Partien in der höchsten nordamerikanischen Profiliga auf dem Eis, sein erstes Tor erzielte er dabei am 15. Oktober gegen die Boston Bruins. Im März 2006 wurde der US-Amerikaner zu den Chicago Blackhawks transferiert, bei denen er den Rest der Saison verbrachte. Allerdings schaffte es Bochenski nicht, sich dauerhaft in Chicago durchzusetzen. Nachdem er die meiste Zeit bei den Norfolk Admirals in der AHL eingesetzt worden war, wurde Bochenski am 7. Februar 2007 im Tausch gegen Kris Versteeg und einen Draftpick zu den Boston Bruins transferiert.
Dort unterschrieb der Stürmer zwar einen Einjahresvertrag, doch noch in derselben Spielzeit wurde er zu den Anaheim Ducks transferiert, die ihn ihrerseits nur wenige Wochen später an die Nashville Predators abgaben. Vom Franchise aus Tennessee wurde Bochenski meistens beim Farmteam Norfolk Admirals in der AHL eingesetzt. 2010 wechselte er zu Barys Astana aus der Kontinentalen Hockey-Liga und gehörte dort in den folgenden sieben Jahren nicht nur teamintern, sondern auch ligaweit zu den besten Scorern. Im Mai 2017 unterbrach er seine Karriere trotz eines vorliegenden Vertrages von Barys, um mehr Zeit für seine Familie zu haben. Er verließ die KHL als bester Ausländer der noch jungen Ligageschichte mit 397 Scorerpunkten aus 399 KHL-Partien. 2018 kehrte er für ein Jahr zu Barys zurück.

### International
Für die USA nahm Bochenski an der Weltmeisterschaft 2007 teil.
Während seiner Zeit bei Barys Astana wurde er nach Kasachstan eingebürgert und so auch für die kasachische Nationalmannschaft spielberechtigt. Für seine neue Heimat spielte er erstmals bei der Weltmeisterschaft 2016 in der Top-Division, als die Klasse aber nicht gehalten werden konnte. Daraufhin spielte er 2017, als er drittbester Scorer hinter seinem Landsmann Nigel Dawes und dem Österreicher Konstantin Komarek und gemeinsam mit Komarek zweitbester Vorbereiter hinter dessen Landsmann Martin Schumnig war, in der Division I. Auch 2019 nahm er mit den Kasachen an der Division I teil und erreichte mit ihnen den Wiederaufstieg in die Top-Division, den das Team wegen der weltweiten COVID-19-Pandemie aber erst 2021 und damit nach Bochenskis Karriereende wahrnehmen konnte. Zudem vertrat er Kasachstan bei der Olympiaqualifikation für die Winterspiele 2018 in Pyeongchang.

## Nach dem Sport
Nach dem Ende seiner sportlichen Karriere 2019 kehrte Bochenski in die Vereinigten Staaten zurück und gründete in Grand Forks in North Dakota zwei Unternehmen für Immobilienentwicklung. Im Juni 2020 wurde er zum Bürgermeister der Stadt gewählt.

## Erfolge und Auszeichnungen
| - 2001 USHL First All-Star Team - 2001 USHL Rookie of the Year - 2002 WCHA All-Rookie Team - 2002 WCHA Rookie of the Year - 2003 WCHA Second All-Star Team - 2004 WCHA First All-Star Team - 2004 NCAA West First All-American Team | - 2005 Teilnahme am AHL All-Star Classic - 2005 AHL All-Rookie Team - 2012 Teilnahme am KHL All-Star Game - 2012 Bester Torschütze der KHL-Hauptrunde - 2013 KHL-Stürmer des Monats Dezember - 2014 Teilnahme am KHL All-Star Game |

### International
- 2019 Aufstieg in die Top-Division bei der Weltmeisterschaft der Division I, Gruppe A

## Karrierestatistik

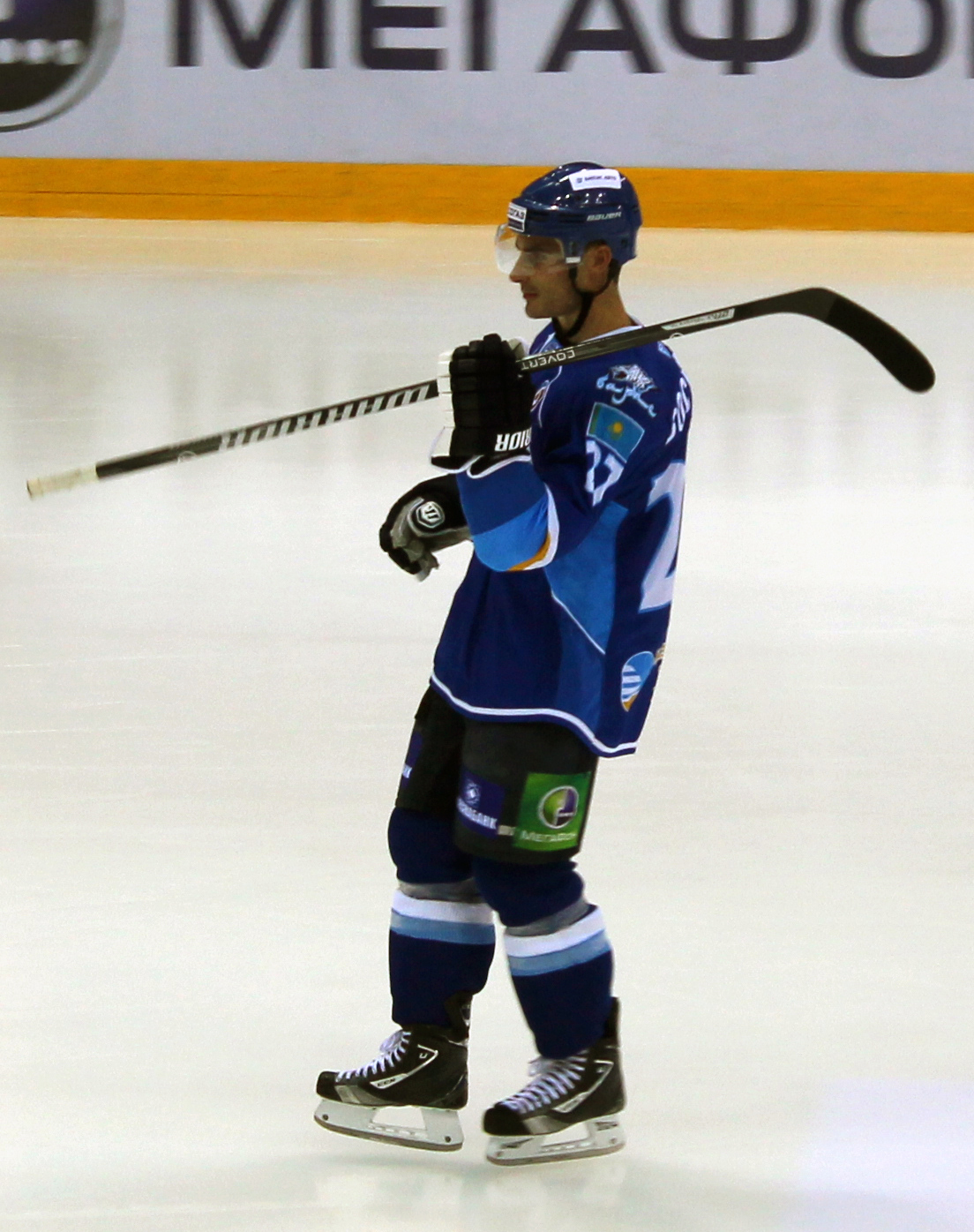
Bochenski als Spieler von Barys Astana (2013)

### International
| Vertrat die USA bei: - Weltmeisterschaft 2007 | Vertrat Kasachstan bei: - Weltmeisterschaft 2016 - Qualifikationsturnier für die Olympischen Winterspiele 2018 - Weltmeisterschaft der Division IA 2017 - Weltmeisterschaft der Division IA 2019 |

(Legende zur Spielerstatistik: Sp oder GP = absolvierte Spiele; T oder G = erzielte Tore; V oder A = erzielte Assists; Pkt oder Pts = erzielte Scorerpunkte; SM oder PIM = erhaltene Strafminuten; +/− = Plus/Minus-Bilanz; PP = erzielte Überzahltore; SH = erzielte Unterzahltore; GW = erzielte Siegtore; 1 Play-downs/Relegation; Kursiv: Statistik nicht vollständig)